# Битва при Суомуссалми
Би́тва при Су́омуссалми (фин. Suomussalmen taistelu) — боевые действия между советскими и финскими войсками около посёлка Суомуссалми в ходе Советско-финляндской войны 1939—1940 годов, длившиеся с 30 ноября 1939 года по 8 января 1940 года. Результатом сражения стало крупное поражение войск Красной Армии, похоронившее планы советского командования выйти к Ботническому заливу и «разрезать» Финляндию на две части.

## Ход битвы
Советский план состоял в том, чтобы быстрым маршем дойти до Оулу, «разрезав» Финляндию в её самой узкой части.
На 30 ноября 1939 года 163-я стрелковая дивизия под командованием комбрига А. И. Зеленцова, наступавшая из района посёлка Ухта (ныне Калевала), пересекла границу между СССР и Финляндией и стала продвигаться на запад, в направлении Суомуссалми. Противостоял ей только 15-й батальон Корпуса охраны границы. Финским пограничникам удавалось несколько сбивать темп наступления советских войск. При явном несоответствии сил финнам приходилось во многом полагаться на выучку своих бойцов. Уже 7 декабря 163-я стрелковая дивизия достигла Суомуссалми. Финские военные сами полностью сожгли посёлок перед отступлением.
Тогда командующий вооружёнными силами Финляндии Карл Густав Маннергейм направил в этот район несколько тысяч солдат во главе с полковником Ялмаром Сииласвуо, которому удалось окружить 163-ю стрелковую дивизию.
После этого советское командование отдало приказ направить на помощь окружённой 163-й дивизии 44-ю стрелковую дивизию под командованием комбрига А. И. Виноградова, базировавшуюся до войны в Житомире (УССР).
20 декабря 1939 года передовые отряды 44-й стрелковой дивизии, усиленной бронетанковой бригадой, вступили на Раатскую дорогу со стороны СССР и стали продвигаться в направлении Суомуссалми, где находилась окружённая 163-я стрелковая дивизия.
Имея в своём составе более 15 тысяч человек, более 40 танков, 120 полевых орудий, сотни грузовиков и 4500 лошадей, дивизия растянулась на 20 километров по дороге шириной менее четырёх метров. Дав дивизии растянуться по длине дороги, финны перекрыли Раатскую дорогу возле советской границы, блокировав отступление на советскую территорию, а затем ударами с флангов рассекли дивизию на шесть котлов, после чего стали их планомерно уничтожать. 7 января продвижение дивизии было окончательно остановлено.
В это время А. И. Зеленцов, не дожидаясь подхода частей 44-й стрелковой дивизии, принял решение на выход из окружения самостоятельно под прикрытием арьергарда. Продвигаясь в северо-восточном направлении, части дивизии, преодолев по льду озеро Киантаярви, вышли к советской границе, потеряв при этом около 30 % личного состава и значительную часть вооружения и военной техники.
См. далее: Сражение на Раатской дороге

## Итоги
Битва закончилась сокрушительным поражением советских войск, несмотря на то что численно они существенно превосходили финскую армию. 163-я и 44-я стрелковые дивизии были разбиты, продвижение советских войск в направлении Оулу — приостановлено. На дороге, ведущей из Суомуссалми в Раате, финны захватили 43 танка, 71 полевое орудие, 260 грузовых автомобилей, 29 противотанковых пушек и более тысячи лошадей. Командиры РККА, признанные виновными в поражении, были преданы суду. Так, командир 44-й стрелковой дивизии комбриг А. И. Виноградов, начальник штаба полковник О. И. Волков и начальник политотдела полковой комиссар И. Т. Пахоменко, покинувшие дивизию в решающий момент битвы, 11 января 1940 года были осуждены военным трибуналом 9-й армии и расстреляны перед строем дивизии.

## Память

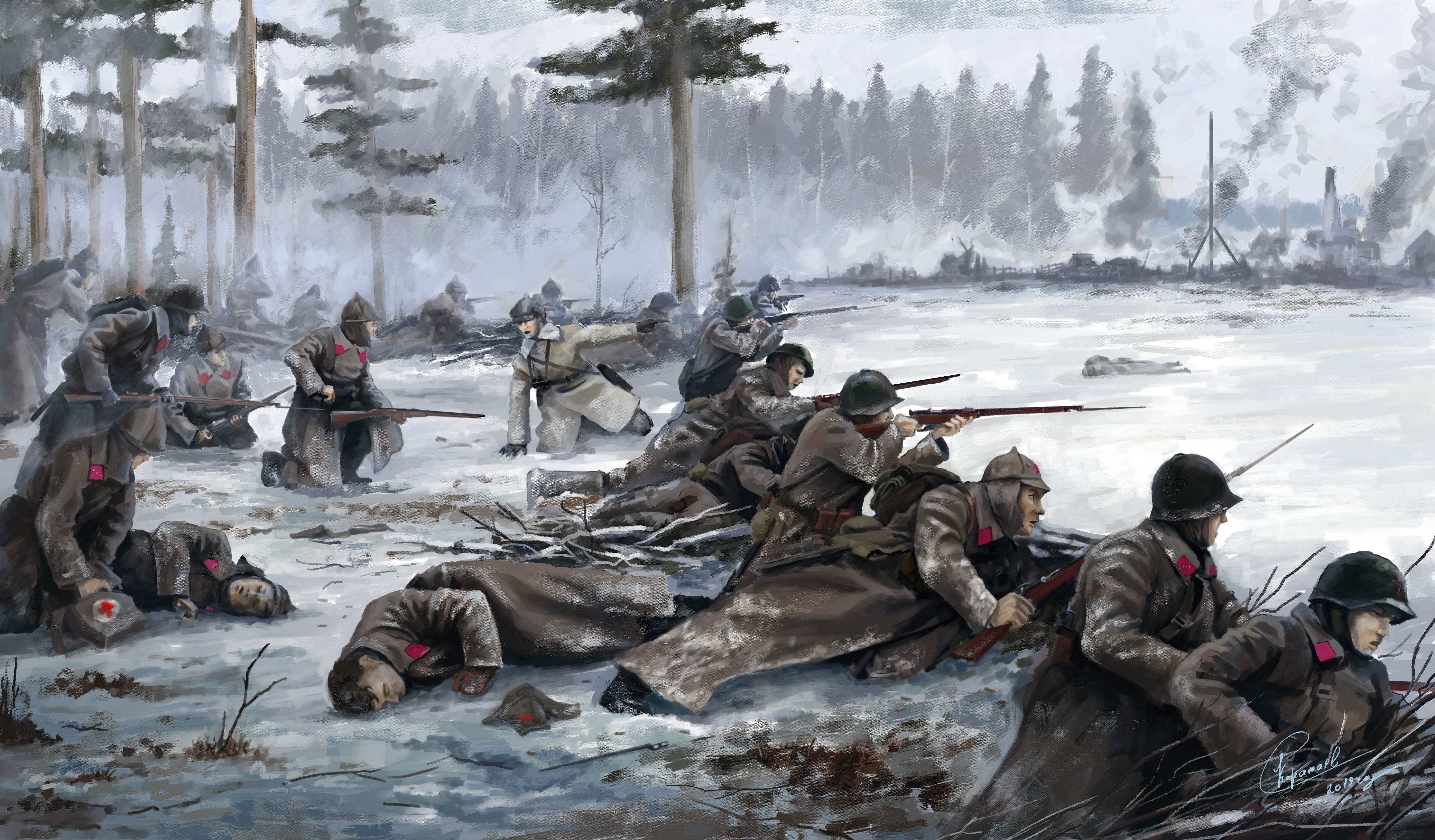
Битва за Суомуссалми. Бой 163-й с.д. декабрь 1939 г. Художник Сергей Каратаев

### Монумент Зимней войне на каменном поле
«Монумент Зимней войне» — памятник в виде поля особой формы, покрытого природными камнями без какой-либо дополнительной обработки.
Монумент установлен в память о каждом погибшем в боевых действиях в районе Суомуссалми. Памятные камни установлены не только погибшим со стороны Финляндии, но также и советским солдатам — русским, украинцам и людям других народов. Каждая плита-камень — это плита памяти о той потере, которую потерпело человечество, вне зависимости от национальности, убеждений и вероисповедания. Будет установлено свыше 20 тысяч именных плит.
В центре поля установлен памятник «Открытые объятия». Он является символом боли, скорби, памяти и надежды, он должен позволить участвовавшим в войне народам понять бессмысленность тех смертей. Памятник выполнен в виде четырёх направляющих распростёртых в разные стороны, между ними подвешены колокольчики, ровно по одному на каждый день войны. Комплекс размещён на площади примерно в 3—4 гектара.
Цель проекта — улучшение добрососедских отношений между странами-участниками войны, развитие военно-исторического туризма.